# BLS AG
BLS AG je švýcarská železniční společnost, provozující tratě s normálním rozchodem kolejí, která byla založena v roce 2006. Jako železniční dopravní společnost provozuje rozsáhlou regionální dopravní síť zahrnující část příměstských železničních linek S-Bahn Bern, některých linek S-Bahn Luzern a přepravu automobilů na vlacích na Lötschbergu a Simplonu. Působí jako mateřská společnost skupiny BLS a poskytuje služby společnostem BLS Cargo AG, BLS Netz AG, BLS Fernverkehr AG a BLS Schifffahrt AG. Název společnosti odkazuje k bývalé železniční společnosti Bern-Lötschberg-Simplon-Bahn (BLS).

## Historie

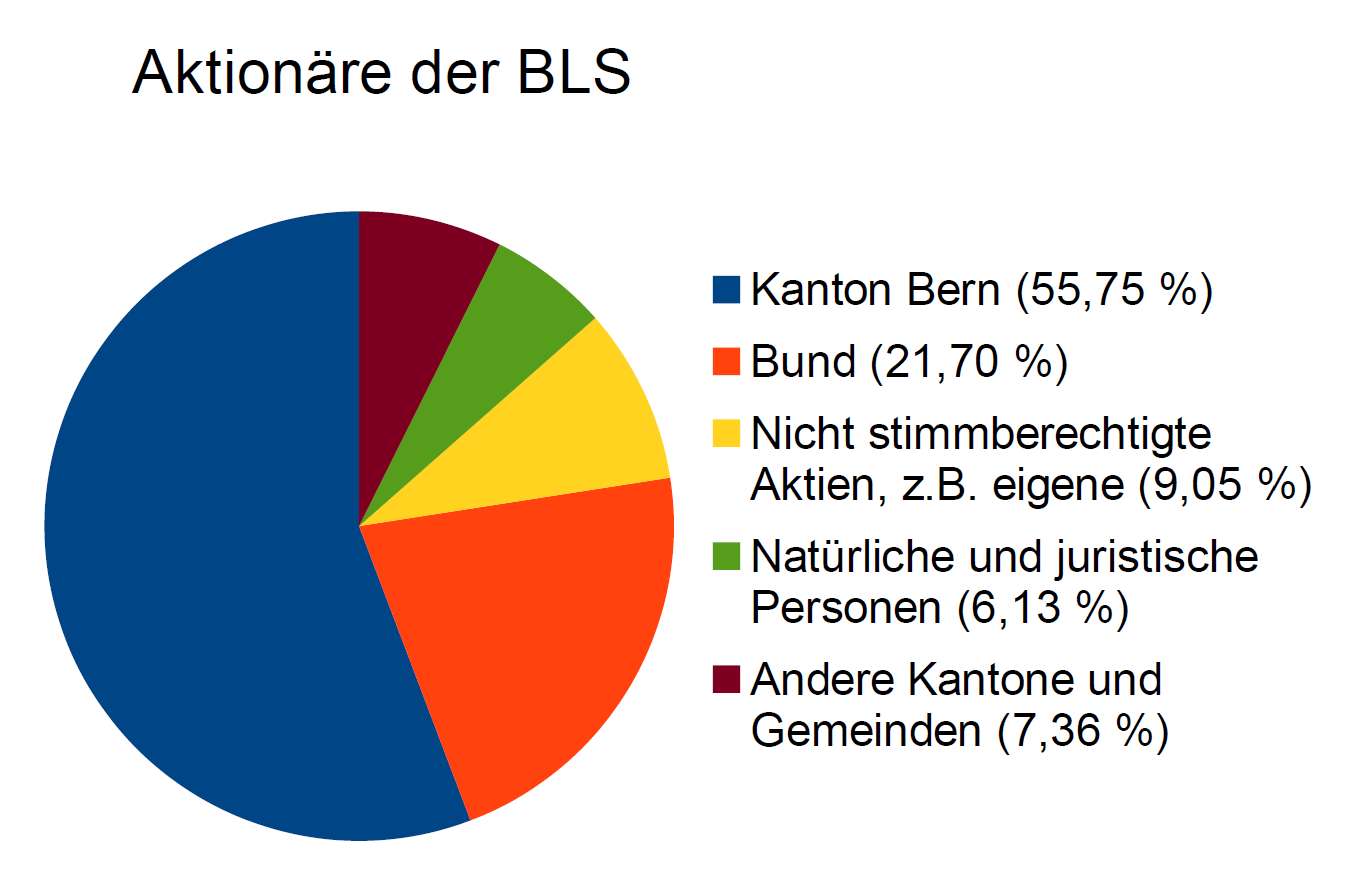
Akcionářská struktura BLS AG

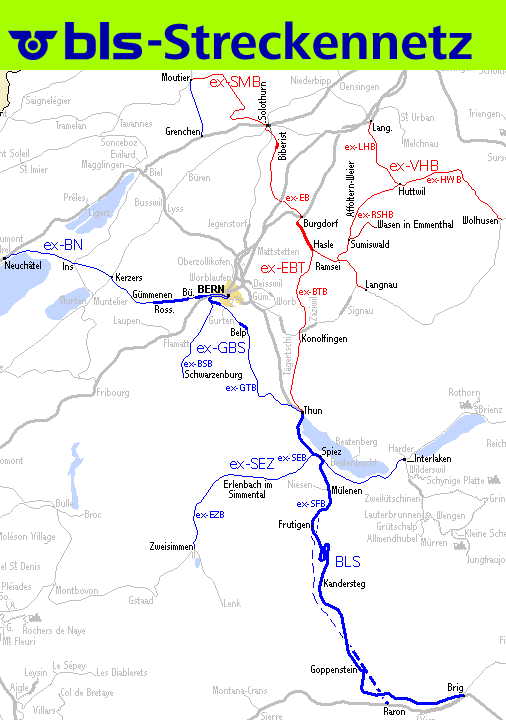
Síť tratí BLS AG

Společnost BLS AG byla založena 24. dubna 2006 se zpětnou platností od 1. ledna 2006 a funguje od 27. června 2006 na základě souhlasu akcionářů předchozích společností BLS Lötschbergbahn AG (BLS) a Regionalverkehr Mittelland AG (RM). Právně byla fúze společností BLS a RM za účelem vytvoření nové společnosti BLS AG provedena prostřednictvím výměny akcií, přičemž jedné akcii BLS (nominální hodnota 10,- CHF) odpovídalo osm akcií společnosti BLS AG (1,- CHF) a jedné akcii RM (nominální hodnota 12,50 CHF) odpovídalo 24 akcií společnosti BLS AG. Hlavními akcionáři společnosti BLS AG jsou kanton Bern s 55,8 % podílem a Švýcarská konfederace s 21,7 % podílem.
Od roku 2001 se nákladní dopravou zabývá právně nezávislá dceřiná společnost BLS Cargo. Podnikání RM v nákladní dopravě bylo před fúzí vyčleněno do společnosti Crossrail AG a tato společnost byla prodána.
Po schválení 16. června 2007 byl zahájen zkušební provoz v novém základním tunelu Lötschberg (LBT) a 9. prosince 2007 byl zahájen plný pravidelný provoz. Tuto činnost měla na starost společnost BLS AlpTransit AG, která byla za tímto účelem založena. Současně však spolková vláda požadovala, aby byla infrastruktura BLS vyčleněna do samostatné akciové společnosti a aby v ní spolková vláda získala většinový podíl. Aktiva a pasiva infrastruktury BLS byla proto převedena na společnost BLS Alptransit, která byla přejmenována na BLS Netz AG (BLSN). Provozní činnosti v oblasti infrastruktury nadále vykonávají zaměstnanci společnosti BLS AG.
V březnu 2019 vyšlo najevo, že společnost BLS od roku 2004 přeúčtovala veřejnému sektoru, konkrétně spolkové vládě a sedmi kantonům, 45 milionů CHF. Stejně jako v případě dotačního skandálu ve společnosti PostBus, se na tuto praxi upozorňovalo již několik let, ale nebyla přijata žádná opatření. Na začátku září 2020 byla oznámena rezignace generálního ředitele Bernarda Guillelmona poté, co byla zveřejněna zpráva Spolkového kontrolního úřadu o vyšetřování divizních účtů oblastí společnosti BLS, které mají nárok na kompenzaci. Na začátku listopadu 2020 odstoupil s okamžitou platností z funkce předseda představenstva Rudolf Stämpfli z důvodu nemoci. Dne 24. listopadu 2020 oznámil Spolkový úřad pro dopravu (Bundesamt für Verkehr), že podal trestní oznámení na společnost BLS AG u státního zastupitelství kantonu Bern. Byl rovněž zřízen výbor pro vnitřní audit. V důsledku pandemie koronaviru a nápravy nadměrných kompenzačních plateb vznikla v roce 2020 ztráta ve výši 50,8 milionu švýcarských franků. Společnost BLS AG dokázala uzavřít hospodářský rok 2021 se ztrátou 3,6 milionu švýcarských franků, ale jen díky státní podpoře ve výši 32 milionů švýcarských franků.

## Železniční síť

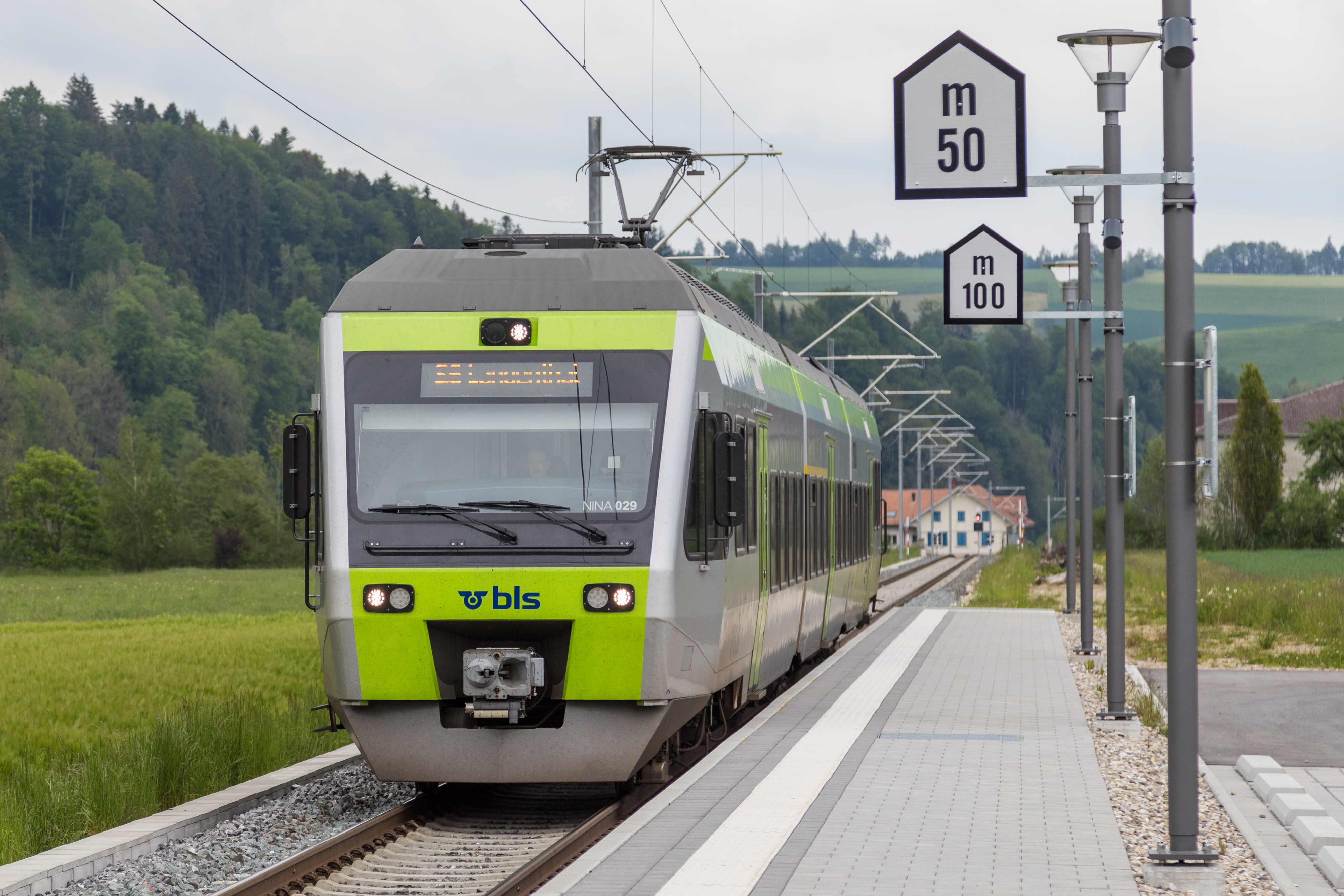
Osobní vlak BLS (linka S6 S-Bahn Bern)

V roce 2006, kdy došlo k fúzi a vzniku společnosti BLS AG, činila síť ve vlastnictví nové společnosti celkem 402,39 km, z toho 242,84 km od společnosti BLS Lötschbergbahn AG a 159,55 km od společnosti Regionalverkehr Mittelland AG (bez dvojitého započtení tratí Bern–Holligen a Holligen–Fischermätteli) a sdílených cizích tratí (Obermatt–Langnau, Thun–Scherzligen). Nejsou zahrnuty dříve zrušené tratě předchozích společností, konkrétně trať Huttwil–Eriswil dráhy Huttwil-Eriswil-Bahn (HEB), otevřená v roce 1915, úsek Derendingen–Biberist, zrušený v roce 1884, a úsek Lütschinenbrücke–Bönigen, zrušený v roce 1969 pod BLS. Zahrnuty jsou však i úseky bez osobní dopravy, včetně úseku Interlaken Ost–Lütschinenbrücke (dílny Bönigen), který slouží jako přístupová trať k hlavní dílně BLS, a dále úseku Sumiswald – Grünen – Wasen (bez osobní dopravy od poloviny roku 1994) a úseku Affoltern – Weier – Huttwil (bez osobní dopravy od konce roku 2004).
Zprovozněním Lötschberského úpatního tunelu (LBT) a dvou přístupových tras na sever od Frutigenu, resp. od Wengi-Ey se síť tras rozrostla o dalších 41 km na přibližně 443,4 km v polovině roku 2007. V roce 2009 byla společnost BLS AlpTransit AG (BLS AT), která dříve působila jako dodavatel LBT, transformována na společnost BLS Netz AG (BLSN), která od této chvíle tvoří společnost železniční infrastruktury skupiny BLS; celá síť tras byla proto formálně převedena na společnost BLSN.